# Kaļķu iela

La rue Kaļķu (en letton : Kaļķu iela) est une rue à Rīga en Lettonie,.

## Présentation
La rue Kaļķu iela traverse le quartier Centrs, dans le vieux Riga.
Elle commence à l'intersection avec la rue 11. novembra krastmala devant le pont de pierre et se termine à l'intersection avec les boulevards Aspazijas bulvāris et Zigfrīda Annas Meierovica bulvāris.
Le prolongement de la rue est la Place de la Liberté.
Kaļķu iela est l'une des rues les plus importantes de la vieille ville de Riga, plusieurs places la jouxtent : la place Latviešu strēlnieku laukums, la place de l'Hôtel de Ville ou la place Līvu laukums. 
Sa longueur totale est de 583 mètres.

## Histoire
La rue Kaļķu faisait à l'origine partie de l'actuelle rue Škūņu iela.
Le nom de la rue Kaļķu est apparu au XVe siècle (Kalksstrate - en bas allemand (1404), Pl. Cementi - en latin (1407)).
Jusqu'au XVIe siècle, la rue Kalķu allait de la place Rātslaukum à la rivière Rīdzene et il y avait un four à chaux sur la rive opposée de la rivière.
Au XVIIe siècle, la rue fut prolongée jusqu'à l'actuel Pilsētas kanāls.
En 1950, pendant l'occupation soviétique de la Lettonie, Kaļķu iela a fusionné avec Brīvības iela et Brīvības bulvāris pour former la rue centrale de Riga soviétique qui s'appelait rue Lénine (en letton : Ąņina iela, en russe : улицa Ленина).

## Bâtiments
- 1 - Hôtel de Ville. Jusqu'en 1940, le magasin de l'usine de porcelaine et de faïence de Riga de M. S. Kouznetsov[3].

- Rātslaukums 7, Maison des Têtes Noires, restaurée en 1996-2000 pour célébrer le 800e anniversaire de Riga.

- Musée de l'occupation de la Lettonie.

- 6 - « Maison du ramoneur » (Immeuble d'habitation avec commerces du XVIIIe siècle, reconstruit en 1896 selon les plans de l'architecte Wilhelm Boxlaff, reconstruit en 2004)[4].

- 11 - Immeuble résidentiel (XVIII-XIX siècles, architecte K. Haberland, restauré pour la Banque de crédit mutuel de Livonie (Vidzeme) en 1902, architecte Konstantin Pekshens, reconstruit en 1998 selon le projet de l'architecte Visvaldis Sarma).

- 15 – Immeuble bancaire et de bureaux avec commerces (1913, architecte Jānis Alksnis, reconstruit en 1992 et 1994 selon les plans des architectes Edvins Vekumnieks, Jānis Karklins). Il s'agissait du premier bâtiment public à plusieurs étages de Riga doté d'une charpente monolithique en béton.

- 16 - Théâtre russe de Riga (fondé en 1883).

- 20 - la célèbre maison Lion et Fer à Cheval (ru), l'une des plus anciennes pharmacies de Riga. Le fer à cheval sur la façade de la maison est associé au tsar Pierre Ier le Grand[5].

- 22 - Immeuble de bureaux, exemple d'architecture Art Nouveau perpendiculaire (1912-1914, architecte Paul Mandelstam).

- 28 - Hôtel Roma.

## Galerie

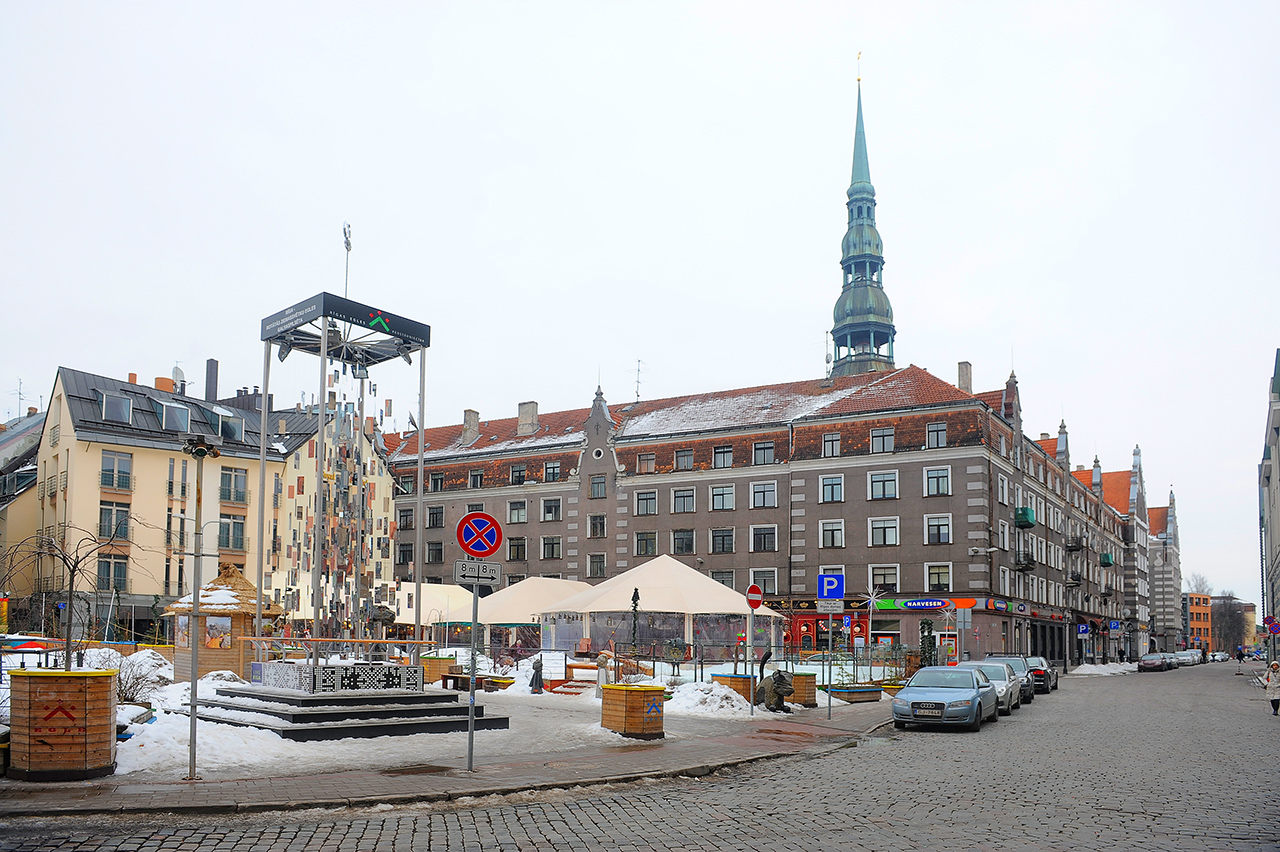
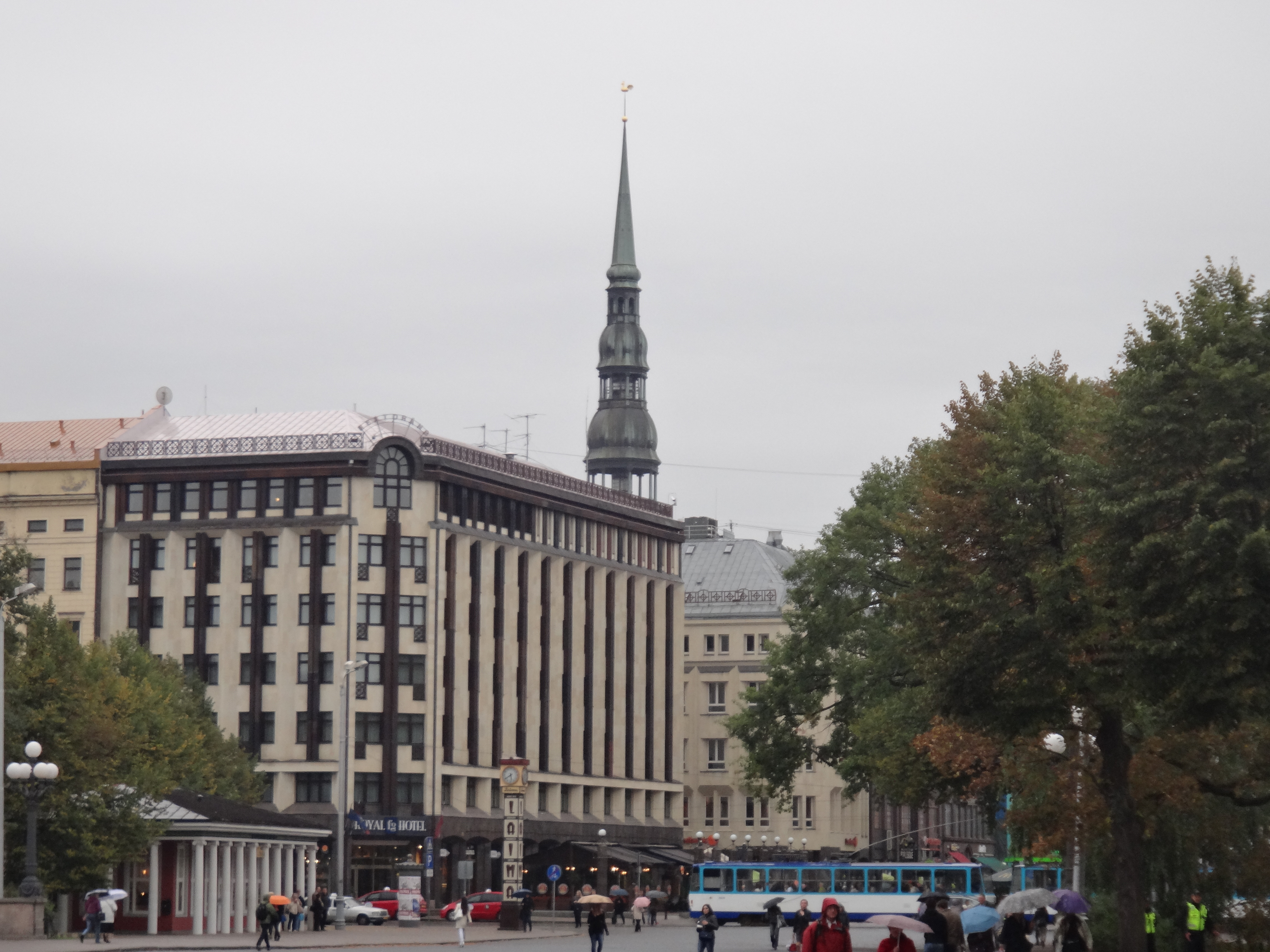
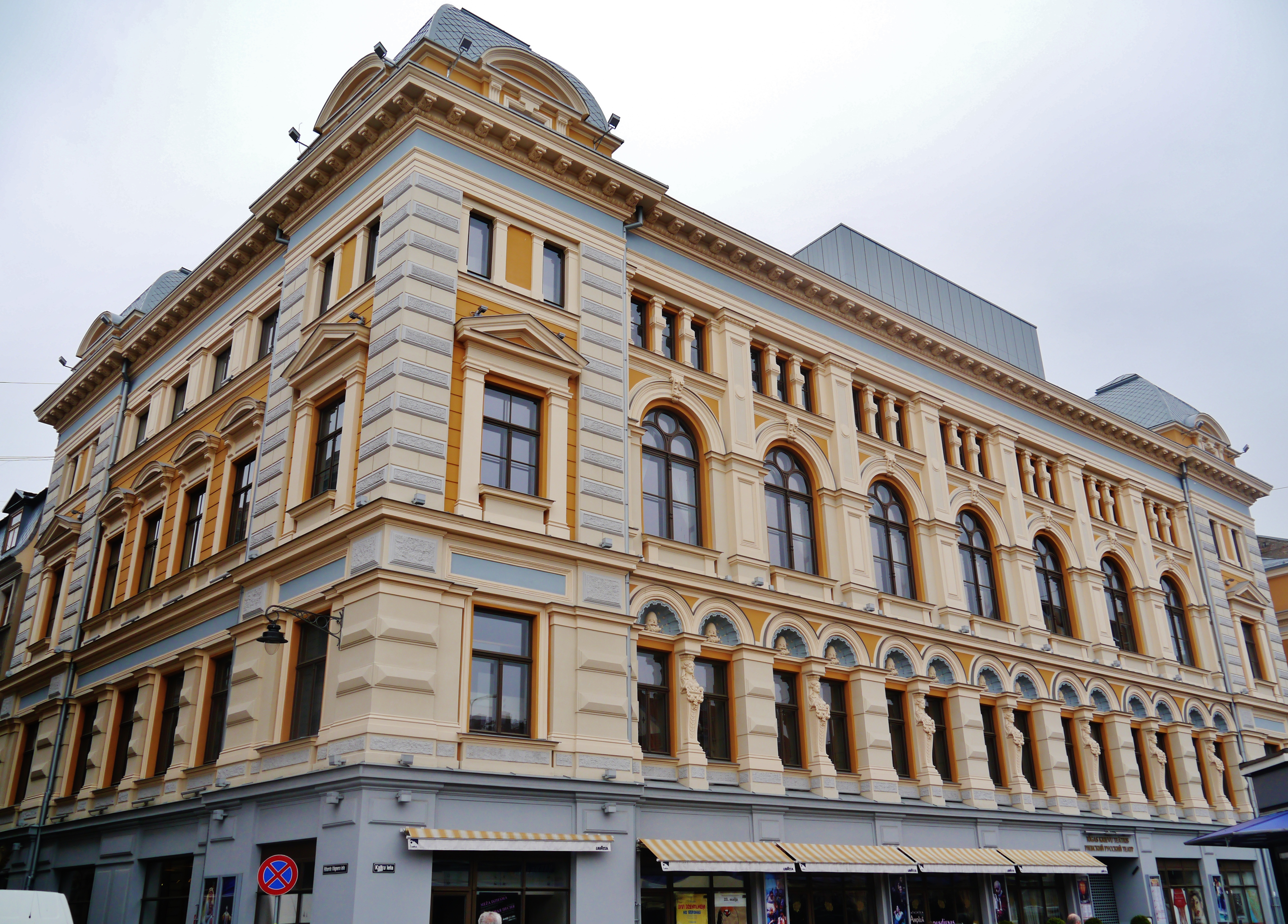

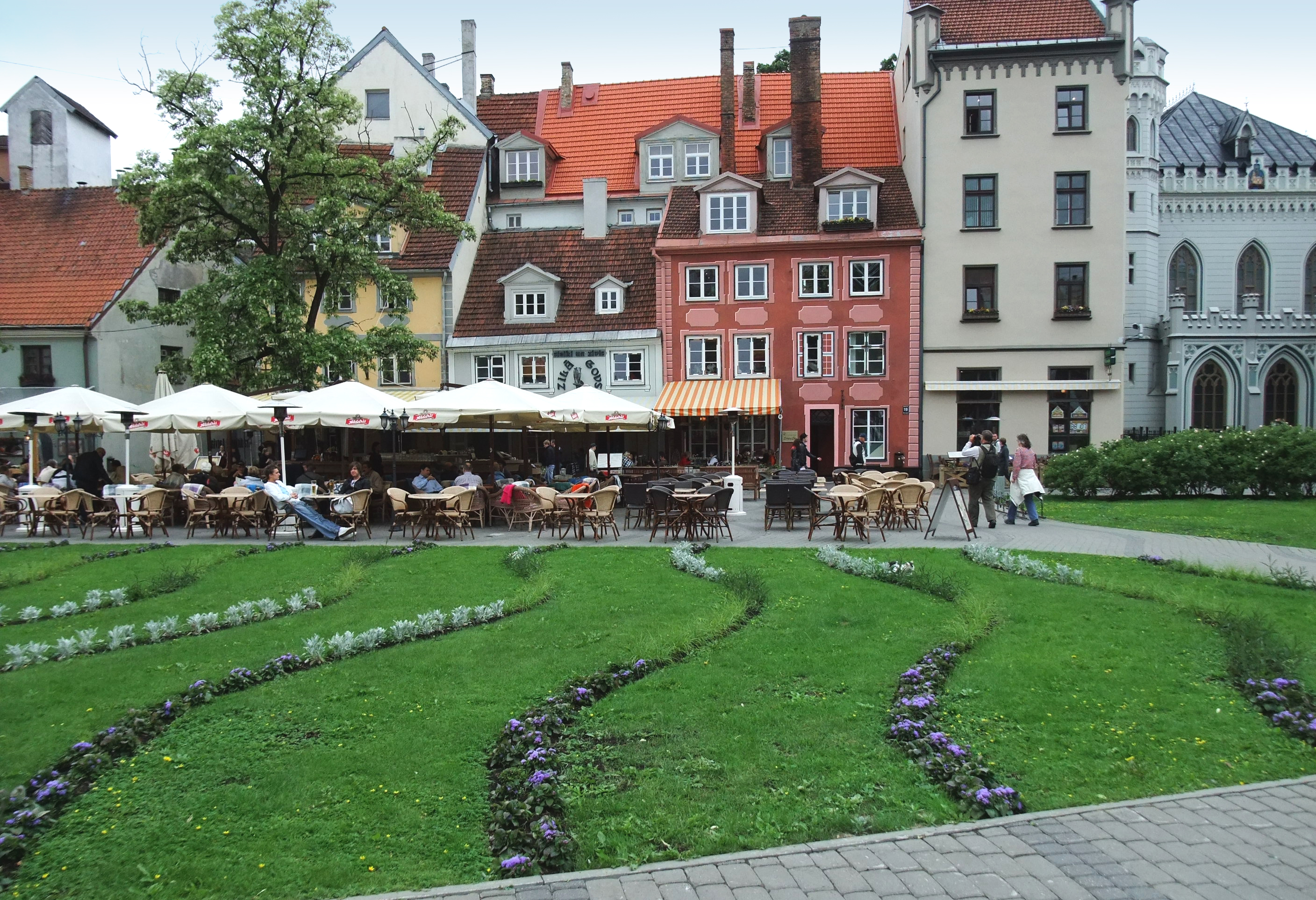
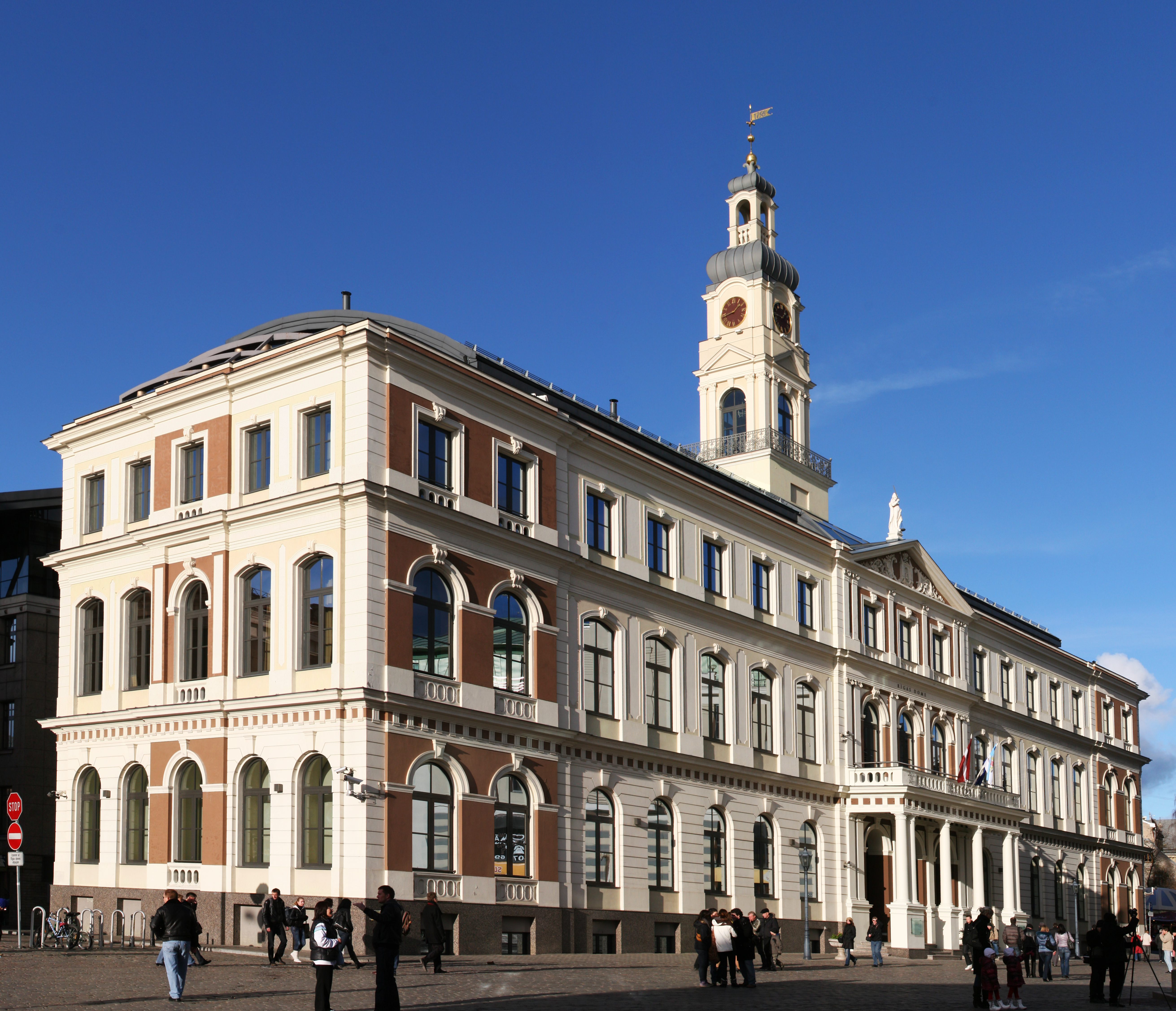
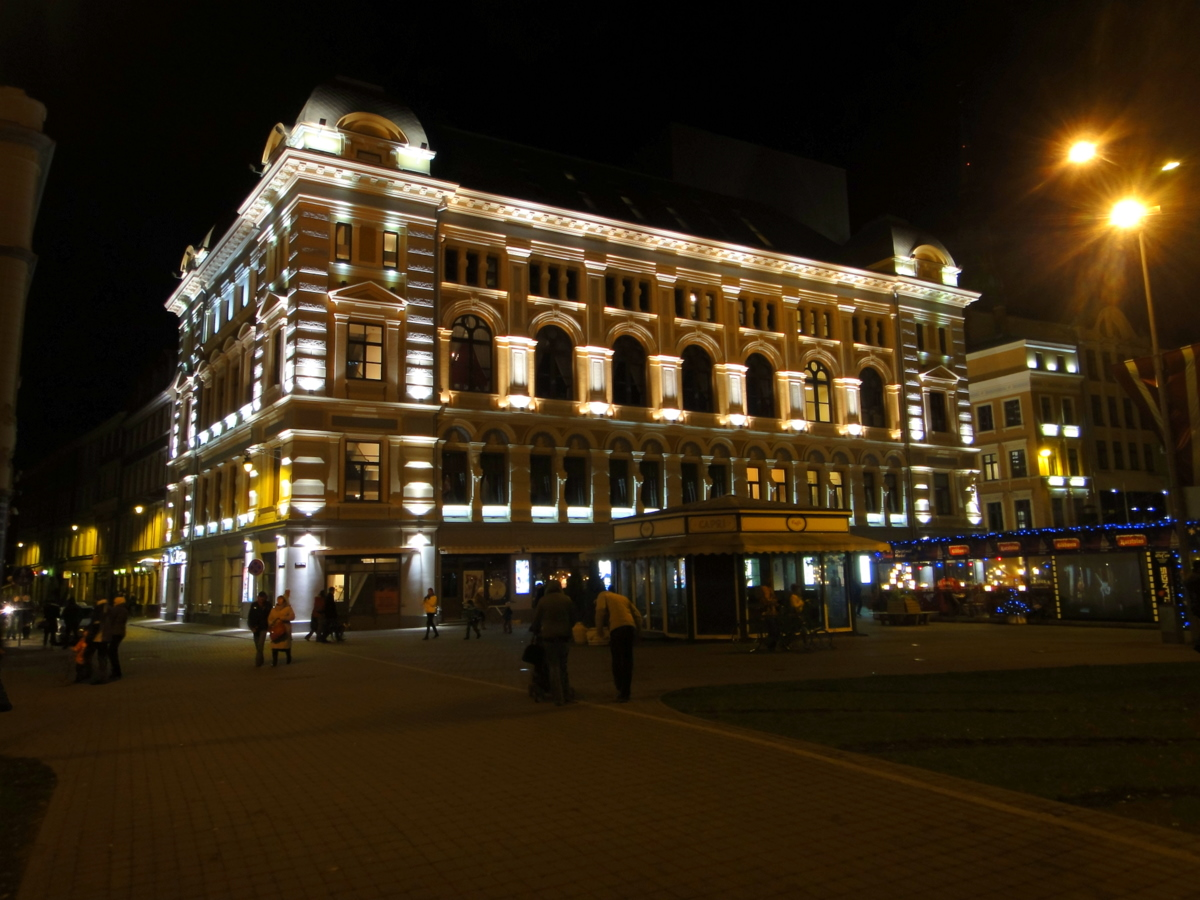